# Black Buck hadművelet
A Black Buck hadművelet (angolul: Operation Black Buck) hét rendkívül nagy hatótávolságú földi célpontok elleni támadó bevetés összefoglaló neve, amelyeket a Brit Királyi Légierő (RAF) waddingtoni 44., 50. és 101. századának módosított Avro Vulcan bombázó repülőgépei hajtottak végre az 1982-es Falkland-szigeteki háború során a megszálló argentinok állásai ellen. A bevetések közül öt jutott el ténylegesen a célpontig. A támadások célja Port Stanley repülőterének és a hozzá tartozó védelmi berendezéseknek a megrongálása volt. A közel 12 200 kilométeres és 16 órás oda-vissza útjukkal a bevetések a történelem addigi leghosszabb bombázó támadásai voltak.
A Black Buck hadművelet támadásait az Egyenlítőhöz közel fekvő Ascension-szigetről hajtották végre. Mivel a Vulcant eredetileg közepes távolságú európai bevetésekre tervezték, és hatótávolsága nem érte el a 4200 km-t, így többszöri légi utántöltés nélkül lehetetlen lett volna a Falkland-szigetek elérése. A RAF akkori tanker gépei többnyire átalakított Handley Page Victor bombázók voltak, amelyek szintén hasonló hatótávolsággal rendelkeztek, így azokat is a levegőben kellett utántölteni. A két Vulcanhoz (egy elsődleges és egy tartalék) összesen tizenöt tankerre volt szükség, ami szinte példátlan logisztikai erőfeszítést okozott, mivel minden repülőgépnek ugyanazt a nem túl nagy kifutópályát kellett használnia a fel- és leszálláshoz.
A Vulcanok 21 darab 450 kg-os légibombát voltak képesek célba juttatni, vagy 2, illetve 4 darab AGM–45 Shrike lokátorromboló rakétát. A befejezésig végrehajtott öt Black Buck támadásból három a Stanley repülőtér kifutópályája és üzemeltetési létesítményei ellen irányult, míg a másik kettő Shrike rakétákkal végrehajtott radar elleni bevetés volt a Port Stanley térségében lévő Westinghouse AN/TPS-43 nagy hatótávolságú 3D radar ellen. A Shrike-ok a kevésbé értékes és gyorsan lecserélt másodlagos tűzvezető radarok közül kettőt találtak el, ami az argentin legénység körében néhány áldozatot követelt. Egy Vulcan majdnem odaveszett, amikor az üzemanyag-utántöltő rendszerének sérülése miatt Brazíliában kellett kényszerleszállást végeznie.
A támadások csak minimális kárt okoztak a kifutópályában, és a radarok sérüléseit az argentinok gyorsan kijavították. A kifutópályán mindössze egyetlen kráter keletkezett, de ez már elégnek bizonyult, hogy lehetetlenné tegye azt, hogy a repülőteret az argentin sugárhajtású vadászgépek használhassák. Az argentin földi személyzet huszonnégy órán belül kijavította a kifutópályát olyan minőségűre, hogy az alkalmas legyen a C-130 Hercules szállítógépek számára. A britek tudták, hogy a kifutópálya továbbra is használatban maradt. Felvetődött, hogy a Black Buck támadásokat a RAF azért hajtotta végre, mert a brit fegyveres erők létszámát az 1970-es évek végén csökkentették, és a légierő a további leépítések megelőzése érdekében nagyobb szerepet kívánt vállalni a konfliktusban. A hadművelet megítélése máig vegyes, mivel óriási erőforrásigény árán csak minimális károkat okozott, ám később jelentős stratégiai és lélektani előnyt biztosított a brit haderő számára.

## Küldetések

### Összegzés
| Küldetés     | Célpont                                        | Dátum                       | Elsődleges Vulcan (pilóta) | Tartalék Vulcan (pilóta) | Eredmény |
| ------------ | ---------------------------------------------- | --------------------------- | -------------------------- | ------------------------ | --- |
| Black Buck 1 | Port Stanley repülőtér kifutópályája           | 1982. április 3. - május 1. | XM598 (Reeve)              | XM607 (Withers)          | Végrehajtva; az elsődlegesen kijelölt gép kabinját nem tudták nyomás alá helyezni röviddel a felszállás után, így a tartalékkal helyettesítették. |
| Black Buck 2 | Port Stanley repülőtér kifutópályája           | 1982. május 3-4.            | XM607 (Reeve)              | XM598 (Montgomery)       | Végrehajtva |
| Black Buck 3 | Port Stanley repülőtér kifutópályája           | 1982. május 13.             | XM607                      | XM612                    | Törölve még felszállás előtt az időjárási körülmények miatt.                                                                                      |
| Black Buck 4 | Radar                                          | 1982. május 28.             | XM597 (McDougall)          | XM598 (Montgomery)       | Törölve 5 órányi repülés után a Victor flotta hibája miatt.                                                                                       |
| Black Buck 5 | Radar                                          | 1982. május 31.             | XM597 (McDougall)          | XM598 (Montgomery)       | Végrehajtva |
| Black Buck 6 | Radar                                          | 1982. június 3.             | XM597 (McDougall)          | XM598 (Montgomery)       | Végrehajtva; az elsődleges bombázó Brazíliában kényszerleszállást hajtott végre egy eltört üzemanyag-utántöltőszonda miatt.                       |
| Black Buck 7 | Port Stanley repülőtér raktárai és repülőgépei | 1982. június 12.            | XM607 (Withers)            | XM598 (Montgomery)       | Végrehajtva |

### Black Buck 1
A szigetek elleni első meglepetésszerű támadás április 30. és május 1. között volt a brit erők első jelentős támadóakciója az argentin erők ellen a Falkland-szigeteken, amelynek célpontja a Port Stanley-i repülőtér fő kifutópályája volt. A terv szerint huszonegy darab 1000 font (450 kg) tömegű bombát szállítva a bombázónak a kifutópálya vonalát mintegy 35 fokban kellett volna kereszteznie. A bombakioldó rendszert úgy időzítették, hogy a bombákat 10 000 láb (3000 m) magasságból egymás után dobja le, hogy legalább egy bomba mindenképpen a kifutópályába csapódjon. A Vulcan üzemanyagtartályai 42 000 liternyi és 34 000 kg tömegű üzemanyagot tudtak tárolni összesen tizennégy darab nyomás alatt álló zsáktartályukban, ötöt-ötöt a deltaszárnyban és négyet a törzsben. A Vulcan üzemanyag-szükségletére vonatkozó becslések alapján tizenegy Victor tankergépet, köztük két tartalékgépet rendeltek ki az egyetlen Falkland-szigetek elleni támadás előtti és utáni légi utántöltésére. Az óriási logisztikai és erőforrásigény miatt nem lehetett megengedni, hogy a precízen megtervezett utántöltések sorozatát akár egyetlen gép hibája is veszélyeztesse, ezért igyekeztek mindenhová tartalékokat biztosítani. Két Vulcant rendeltek a küldetésre: az egyik, Reeve parancsnoksága alatt álló volt a bevetésre kijelölt gép, a másik, Withers kapitánysága alatt álló pedig a tartalék, amely visszatért volna Ascensionra, miután Reeve sikeresen befejezte az első légi utántöltést. A terv 15 Victor bevetését és összesen 18 légi utántöltést irányzott elő. Abban az időben ez volt a valaha megkísérelt leghosszabb bombázó bevetés, végül csak a B–2 Spirit bombázók tudták felülmúlni a 2001-es Enduring Freedom hadművelet során.

### Black Buck 2
Május 3-4-én éjszaka egy Vulcan, amelyet John Reeve szakaszparancsnok és legénysége az 50. századból repült, az elsővel szinte azonos küldetést hajtott végre. Ezúttal egy Alastair Montgomery százados által irányított bombázó repült tartalékgépként, de végül nem volt rá szükség. Akárcsak a Black Buck 1 esetében, Port Stanley megközelítését az utolsó 200 tengeri mérföldes (370 km) szakaszon alacsony magasságban végezték, a végső hirtelen „felugrással” ezúttal nagyobb, 16 000 láb (4900 m) magasságba emelkedtek a bombázáshoz, hogy elkerüljék az immár teljes készültségben lévő argentin légvédelmet, különösen az argentin Roland föld-levegő rakétákat. Ennek eredményeként végül egyetlen bomba sem találta el a kifutópályát. Ezt a britek napokig nem tudták meg, mivel az időjárási körülmények nem tették lehetővé a légifotós felderítő küldetéseket. Argentin források szerint, amelyek szintén megerősítik a kifutópálya nyugati végének közelében történt becsapódásokat, két argentin katona megsebesült. A kifutópálya nyugati végének kráteresedése megakadályozta az argentin mérnököket abban, hogy a pályát kellőképpen meghosszabbítsák, hogy az alkalmas legyen nagy teljesítményű harci vadászgépek fogadására. A kifutópályát a Hercules és könnyű szállító repülőgépek továbbra is használhatták, lehetővé téve az argentinok számára a kritikus ellátmány berepülését és a sebesültek evakuálását.

### Black Buck 3
A Black Buck 2 után szünet következett a műveletekben, mivel a tankerekre szükség volt a Hawker Siddeley Nimrodok által végrehajtott tengeralattjáró-vadászatok támogatásához; minden egyes haditengerészetet támogató Nimrod-bevetés 18 tanker segítségét igényelte. A két Vulcan május 7-én visszatért a waddingtoni bázisra, majd az egyiküket május 15-én átcsoportosították Wideawake-be, hogy a Black Buck 3 elsődleges repülőgépe legyen. A másik, amely május 14-én érkezett meg, a tartalékgép lett a küldetéshez. A május 16-ra tervezett Black Buck 3 repülést az erős ellenszél miatt még a felszállás előtt törölték. A két Vulcan május 20-án és 23-án tért vissza Waddingtonba.

### Black Buck 4
A Black Buck 4 küldetés lett volna az első, amelyen az amerikaiak által szállított Shrike lokátorromboló rakéták bevetését terveztés, amelyeket a Vulcanokra rögtönzött szárny alatti tartókonzolokra szereltek fel. Ezeket a fegyvereket korábban még nem használták ezzel a bombázótípussal, ennek ellenére a repülőgépre való felszerelésükre vonatkozó előkészületek és a kísérleti program mindössze tíz nap alatt sikeresen befejeződött. A Shrike-kal felszerelt bombázóknál lehetővé vált, hogy további 7300 kg üzemanyagot szállíthassanak a bombatérbe elhelyezett tartályaikban, ami megnövelte a hatótávolságukat, és négyre csökkentette a Falkland-szigetekre történő repülés során szükséges üzemanyag-utántöltések számát.
Az elsődleges repülőgépet Neil McDougall és legénysége repülte az 50. századból, amely május 27-én érkezett Wideawake-be, Montgomery pedig a tartalékgépet vezette. A bevetést május 28-ra tervezték, végül azt is törölték, de csak mintegy öt órával a felszállás után. Ennek oka az egyik Victor tanker volt, ugyanis meghibásodott a tömlő- és utántöltő egysége, így a bizonytalanná váló ellátási lánc miatt inkább visszahívták a gépeket.

## Fordítás
- Ez a szócikk részben vagy egészben  az   Operation Black Buck című angol Wikipédia-szócikk ezen változatának fordításán alapul.  Az eredeti cikk szerkesztőit annak laptörténete sorolja fel. Ez a jelzés csupán a megfogalmazás eredetét és a szerzői jogokat jelzi, nem szolgál a cikkben szereplő információk forrásmegjelöléseként.